# Татарская Велязьма
Татарская Велязьма — деревня в Атюрьевском районе Мордовии, входит в состав Атюрьевского сельского поселения.

## Население
| 2002 | 2010 |
| ---- | ---- |
| 243  | ↗261 |

Национальный состав
Согласно результатам Всероссийской переписи населения 2002 года, в национальной структуре населения мордва составляла 53 %, татары - 40.

## История
По дореволюционному административному делению д. Татарская Вилязма относилась к Атюрьевской волости Темниковского уезда Тамбовской губернии. Население в 1862 году составляло 148 чел.

### Мечеть
Согласно ведомости приходов и духовных лиц в кон. XIX в. в деревне была построена мечеть, имам был утвержден в должности в 1896 году, количество прихожан составляло 267 чел.

## Известные уроженцы
- Сюняев Загидулла Исхакович — ученый-нефтехимик